# Le Boullay-Thierry
Le Boullay-Thierry is een gemeente in het Franse departement Eure-et-Loir (regio Centre-Val de Loire) en telt 531 inwoners (2005). De plaats maakt deel uit van het arrondissement Dreux.

## Geografie
De oppervlakte van Le Boullay-Thierry bedraagt 12,9 km², de bevolkingsdichtheid is 41,2 inwoners per km².
De onderstaande kaart toont de ligging van Le Boullay-Thierry met de belangrijkste infrastructuur en aangrenzende gemeenten.

## Demografie
Onderstaande figuur toont het verloop van het inwonertal (bron: INSEE-tellingen).